# روعة بين العشب (فلم)
روعة بين العشب (بالإنجليزية: Splendor in the Grass) هو فيلم دراما صدر في سنة 1961. الفيلم من إخراج إيليا كازان.

## بطولة
- ناتالي وود
- وارن بيتي

## الميزانية والإيرادات
حقق أرباحا تقدر بـ 4,000,000 (/ Canada) دولار.

### ترشيحات وجوائز
| السنة | الحدث  | الفئة             | النتيجة  |
| ----- | ------ | ----------------- | -------- |
|       | أوسكار | أفضل سيناريو أصلي | فـــــوز |

## وصلات خارجية
- روعة بين العشب على موقع IMDb (الإنجليزية)
- روعة بين العشب على موقع ميتاكريتيك (الإنجليزية)
- روعة بين العشب على موقع الموسوعة البريطانية (الإنجليزية)
- روعة بين العشب على موقع روتن توميتوز (الإنجليزية)
- روعة بين العشب على موقع قاعدة بيانات الأفلام العربية
- روعة بين العشب على موقع ألو سيني (الفرنسية)
- روعة بين العشب على موقع Turner Classic Movies (الإنجليزية)
- روعة بين العشب على موقع أول موفي (الإنجليزية)
- روعة بين العشب على موقع فيلمافينيتي (الإسبانية)
- روعة بين العشب على موقع قاعدة بيانات الأفلام السويدية (السويدية)